# Ackama australiensis
Ackama australiensis är en tvåhjärtbladig växtart som först beskrevs av Schlechter, och fick sitt nu gällande namn av Cyril Tenison White. Ackama australiensis ingår i släktet Ackama och familjen Cunoniaceae. Inga underarter finns listade i Catalogue of Life.